# Heinkel He 274
O Heinkel He 274 foi um bombardeiro pesado alemão quadrimotor criado pela Heinkel, na Alemanha, durante a Segunda Guerra Mundial. Foi concebido para voar a altas altitudes, aspecto que fazia dele um bombardeiro com fuselagem pressurizada.
Devido aos avanços aliados na Europa Ocidental, os protótipos desta aeronave foram abandonados numa fábrica francesa onde estavam a ser construídos. Foram acabados de construir pelos franceses depois da guerra e usados para pesquisas a alta altitude e para transportar aeronaves protótipo.